# Датам (флотоводец)
Датам — персидский аристократ и флотоводец IV века до н. э. Предположительно был родственником своего тёзки, знаменитого сатрапа Каппадокии Датама.
Во время похода Александра Македонского после поражения при Гранике в 334 году до н. э. персы начали военные действия против Македонии в Эгейском море. Начальником флота стал Мемнон, а после его смерти Фарнабаз и Автофрадат. Древнегреческий историк Арриан упоминает Датама в контексте одной из военных операций персидского флота. Фарнабаз и Автофрадат с основным флотом отплыли к Тенедосу, чтобы блокировать Геллеспонт и захватить остров. Датаму поручили с десятью триремами отплыть на Кикладские острова.
В это время Протей по поручению наместника Александра в Македонии Антипатра собирал флот на Эвбее и в Пелопоннесе на случай нападения персидского флота. Когда Протей узнал, что Датам стоит у Сифноса, то выступил с пятнадцатью кораблями ему на встречу. Протей смог незаметно ночью подойти к кораблям Датама и, использовав эффект неожиданности, захватить восемь из них. Сам Датам на двух кораблях смог бежать к основному персидскому флоту. О его дальнейшей судьбе ничего не известно.